# Воспер, Сидней Курноу
Сидней Курноу Воспер (англ. Sydney Curnow Vosper; 29 октября 1866, Stonehouse, Девон — 10 июля 1942, Shaldon, Девон) — британский художник, иллюстратор и акварелист. Его наиболее известная работа — акварель «Салем», созданная в 1908 году.

## Биография

### Детство и юность
Сидней Курноу Воспер родился 29 октября 1866 года в Стоунхаусе (ныне часть города Плимут). Он был шестым ребёнком в семье из восьми детей. Родители будущего художника вели своё происхождение из Корнуолла. Отец Сэмюэл Воспер родился вблизи Лонстона в Корнуолле в семье фермеров. Он стал владельцем предприятия по производству пива в Восточном Стоунхаусе, а также вёл бизнес по продаже вина и иных спиртных напитков. Бизнес процветал и пивоварня была позже значительно расширена. Лавка находилась в фасадной части здания, на втором этаже размешались жилые помещения. Во внутреннем дворе располагалась пивоварня. После отъезда из Стоунхауса в Корнуолл своего старшего брата Питера, потерявшего неожиданно скончавшихся супругу и дочь, Сэмюэл принял на себя его фирму по продаже вина и спиртных напитков на Юнион-стрит, главной магистрали, соединяющей Плимут с Девонпортом. Позже он приобрёл ещё и пивоварню Regent, принадлежавшую прежде компании Edwards & Co. Фирма Сэмюэля Воспера существовала до 1980-х годов. Он также инвестировал средства в недвижимость Плимута: покупал, расширял и строил новые здания. Когда его здоровье ухудшилось, врач посоветовал переехать из Плимута в сельскую местность, поэтому Сэмюэл купил три участка на главной улице в соседней деревне Плимптон. На одном из этих участков он построил комплекс из шести домов, который назвал Regent Terrace в честь семейной пивоварни, и переехал в один из них.
Мать художника в девичестве звали Элеонор Халс (по данным Гудмена, Курноу), она родилась в Редруте (также в Корнуолле), а в брак с Сэмюэлом Воспером вступила в 1857 году. Один из исследователей творчества художника, Джолион Гудмен, отмечает, что Воспер «заявлял, что всегда гордился своим происхождением из Корнуолла». Его имя Курноу является английской версией названия этой области, населённой потомками кельтов. В письме, написанном в 1935 году, Воспер, с гордостью отмечал: «Я не англичанин, а корнуоллец». При этом, только родители художника родились в Корнуолле, тогда как сам он появился на свет в английском графстве Девон. Там он провёл свои ранние годы. О его семье и детстве сохранилось небольшое число документов, так как во время Второй мировой войны в местную часовню Святого Георгия, где они хранились, попала бомба.
Быстро расширяющийся Плимут в викторианскую эпоху не благоприятствовал формированию высокой нравственностью и здоровью будущего художника. В Восточном Стоунхаусе качество жилых помещений было низким, плотность населения была высокой, здесь было большое количество пабов, публичных домов, располагались военно-морская верфь, коммерческие доки, казармы. Мальчик, как и его старший брат Сэмюэл Младший до него, поступил в школу Королевского колледжа в Тонтоне (графство Сомерсет). Это была престижная англиканская школа для мальчиков. Позже он перевёлся в недавно открытый Плимутский колледж, чтобы закончить учёбу ближе к дому.
Семья не считала нужным обеспечить мальчику возможность получения навыков художника, и ему пришлось на некоторое время согласиться с требованием отца стать архитектором. Эта профессия воспринималась как надёжная и респектабельная. Сидней Курноу Воспер три года был учеником архитектора в Плимуте. Джолион Гудмен предположил, что учёба проходила в местном архитектурном бюро, у Генри Снелла или Джеймса Китса. Оба они работали по заказам отца юноши в 1870-е и 1880-е годы. Приобретённый там опыт сделал будущего акварелиста мастером городских пейзажей. Только после того, как Курноу Воспер стал достаточно известным художником, его семья и семья его супруги стали оказывать ему финансовую поддержку в занятии изобразительным искусством и приобрели некоторые из его работ.

### Зрелое творчество
Переехав в Париж, Сидней Курноу Воспер три года провёл в Академии Коларосси. Он добился успеха в качестве иллюстратора, работая в основном в Лондоне. В 1902 году он женился на Констанс Джеймс из селения Мертир Тидвил. К моменту её смерти в 1910 году в семье было двое сыновей. Художник провел значительную часть своей жизни в Лондоне и на западе страны, особенно в Девоне, однако, большая часть его известных произведений: акварели, офорты и рисунки были созданы Воспером во время проживания в Бретани или Уэльсе. Художник неоднократно участвовал в престижных выставках. Он скончался в 1942 году. Большая часть работ Воспера в настоящее время находится в частных коллекциях, но некоторые экспонируются в крупных британских музеях.

## Акварель «Салем»
«Салем» (англ. «Salem») — наиболее известная в настоящее время работа Сиднея Курноу Воспера. Она создана в 1908 году. Акварель запечатлела интерьер баптистской часовни Салем в общине Пентре-Гвинврин в графстве Гуинет на территории Северного Уэльса. Широко распространено мнение, что в складках и узоре ткани шали, наброшенной на руку главного персонажа акварели, художник изобразил лицо дьявола.
Акварель входит в собрание Художественной галереи леди Левер в Порт-Санлайт в графстве Мерсисайд. Она была приобретена у художника Уильямом Левером, 1-м виконтом Леверхьюмом, в 1909 году за сто гиней (105 фунтов стерлингов). Второй, выявленный только в 1988 году, вариант работы художника в 2019 году приобрели Национальная библиотека Уэльса.

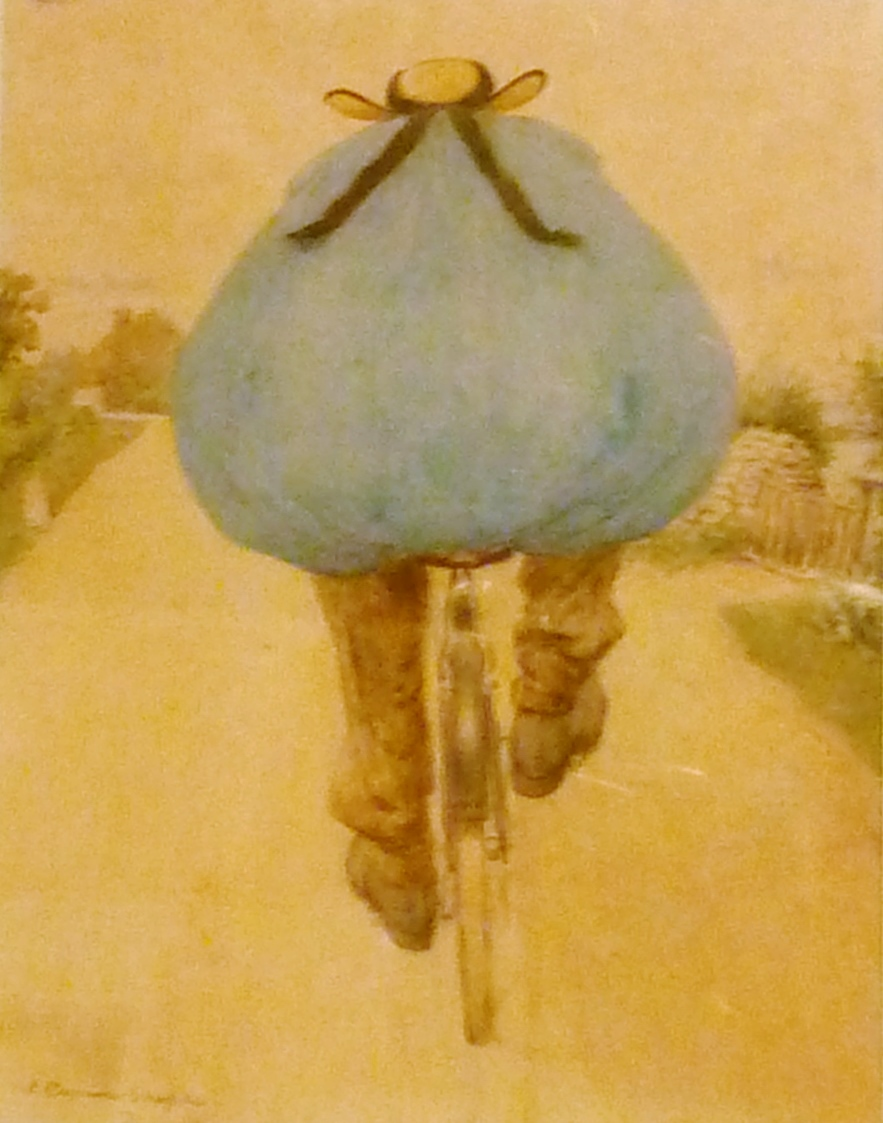
Un cultivateur mécanique, 1906. Музей живописи Фауэ, акварель, картон
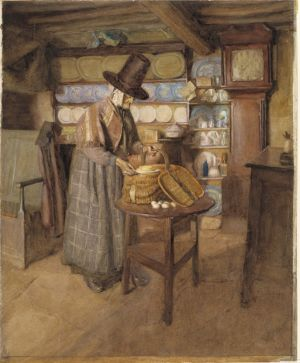
Базарный день в старом Уэльсе, 1910. Национальный музей Уэльса
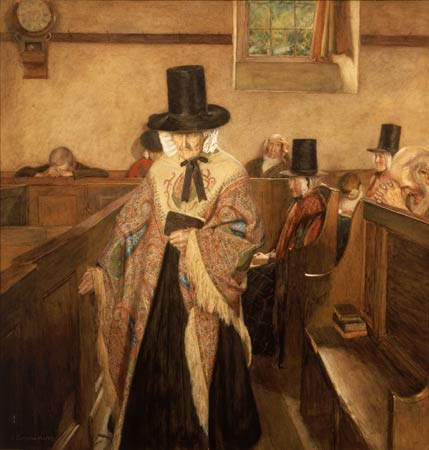
Салем, 1908. Художественная галерея леди Левер, Порт-Санлайт, акварель, бумага